# Cratopoda emarginata
Cratopoda emarginata là một loài ruồi trong họ Asilidae. Cratopoda emarginata được Artigas miêu tả năm 1970. Loài này phân bố ở vùng Tân nhiệt đới.